# Anelosimus pantanal
Anelosimus pantanal är en spindelart som beskrevs av Ingi Agnarsson 2006. Anelosimus pantanal ingår i släktet Anelosimus och familjen klotspindlar. Inga underarter finns listade i Catalogue of Life.